# The Lucky Dog
The Lucky Dog is een Amerikaanse komische stomme film uit 1921. De film is tegenwoordig vooral bekend omdat het de eerste film is waarin Stan Laurel en Oliver Hardy samen speelden. De twee waren ten tijde van de opnamen echter nog geen duo en spelen dan ook individuele rollen.
De film bevindt zich momenteel in het publiek domein.

## Verhaal

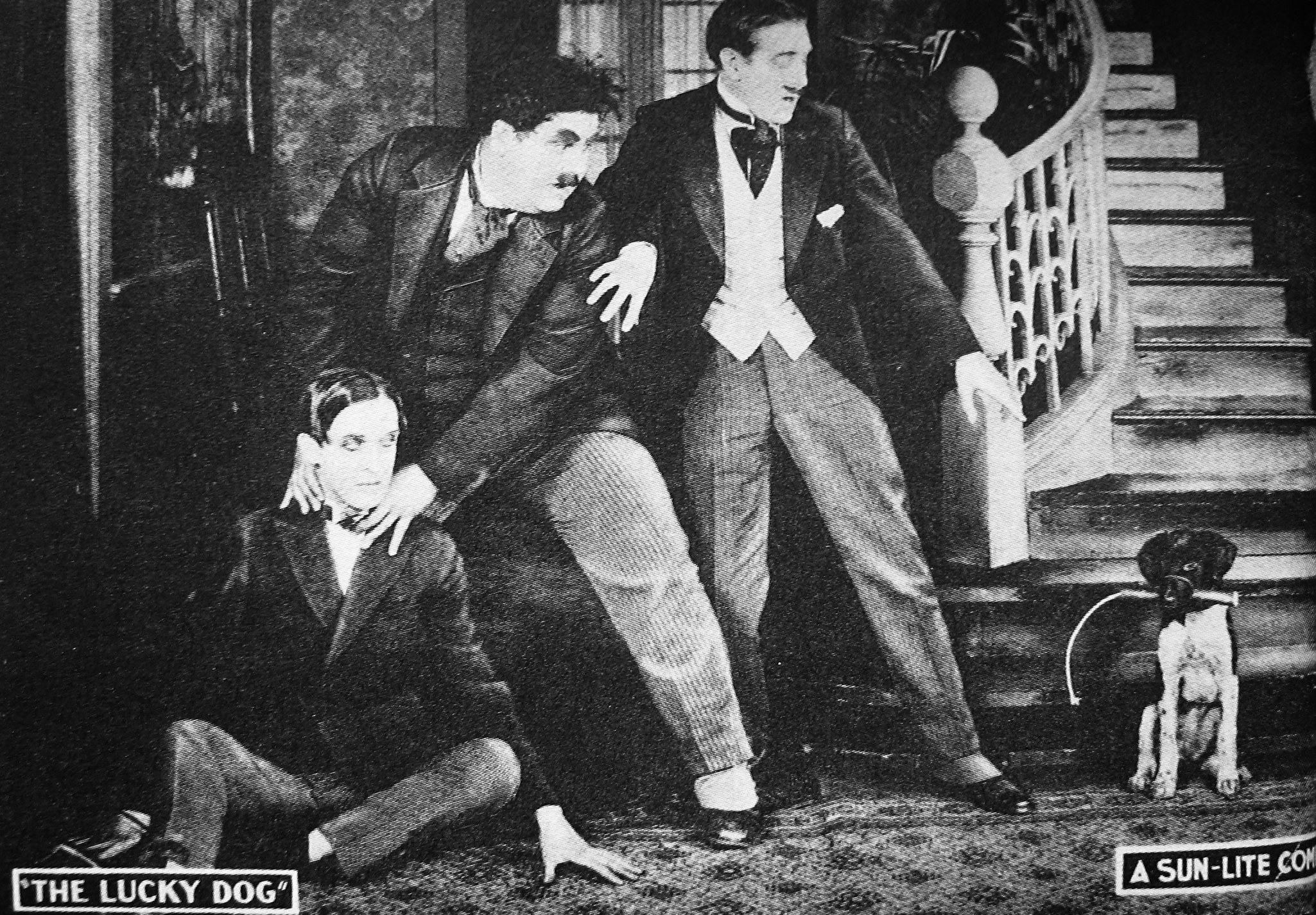
De climax van de film; Oliver berooft Stan, maar ziet dan dat de hond zijn staaf dynamiet heeft teruggehaald.

Stan Laurel speelt een man die bij aanvang van de film uit zijn huis wordt gezet omdat hij de huur niet betaald heeft. Op straat wordt hij vrienden met een zwerfhond. De twee zijn getuige van hoe een overvaller (gespeeld door Oliver Hardy) iemand berooft. Wanneer door omstandigheden Oliver per ongeluk het geld van zijn eerste slachtoffer in de jaszak van Laurel stopt, wordt Laurel zijn nieuwe doelwit.
Stan kan ontkomen en ontmoet een dame die met haar poedel meedoet aan een hondenshow. De twee kunnen het goed met elkaar vinden, tot jaloezie van haar vriend. Deze besluit samen te spannen met Oliver om wraak te nemen op Stan. De drie ontmoeten elkaar in het huis van de vrouw, waarbij Oliver een staaf dynamiet gebruikt om te proberen Stan op te blazen. Door toedoen van de hond belandt de staaf dynamiet weer bij hem, en komen hijzelf en de jaloerse vriend van de vrouw om het leven.

## Rolverdeling
| Acteur           | Personage           |
| ---------------- | ------------------- |
| Stan Laurel      | jongeman            |
| Oliver Hardy     | overvaller          |
| Florence Gilbert | vrouw               |
| Jack Lloyd       | vriend van de vrouw |

## Achtergrond
Het is niet met zekerheid bekend wanneer de film is opgenomen, maar over het algemeen wordt aangenomen dat dit in 1917 was. 1918 is echter ook een mogelijkheid evenals 1919. Tevens zijn er aanwijzingen dat de film in 1920 opgenomen zou zijn omdat de kentekenplaten van de auto’s die in de film te zien zijn pas dat jaar werden uitgegeven.
Tevens is niet bekend of de film ooit een officiële première heeft gehad.
De totale film beslaat twee filmrollen, maar er zijn ook exemplaren in omloop van alleen de eerste rol.